# Estádio Pedra Moura
Estádio Pedra Moura – stadion piłkarski, w Bagé, Rio Grande do Sul, Brazylia, na którym swoje mecze rozgrywa klub Grêmio Esportivo Bagé.